# Pinus koraiensis
Il pino coreano (Pinus koraiensis Siebold & Zucc., 1842), è un albero appartenente alla famiglia Pinaceae, originario dell'Estremo Oriente.

## Descrizione

### Portamento
Il portamento è arboreo; può raggiungere i 35 metri d'altezza}. La forma è a cono largo.

### Corteccia
La corteccia è di colore grigio scuro e piuttosto sottile; tende inoltre a sfaldarsi.

### Foglie
Le foglie sono aghiformi ed esili, lunghe circa 12 cm, di colore verde lucente sulla pagina superiore e bianco-blu su quella inferiore. Gli aghi sono raggruppati in folti gruppi di cinque.

### Fiori
I fiori maschili sono rossi ma all'apertura diventano gialli; i fiori femminili sono rossi e si trovano in grappoli separati sui rami giovani ad inizio estate.

### Frutti
Sono pigne di forma conica, di tonalità inizialmente violacea, che poi vira al marrone circa 18 mesi dopo l'impollinazione. Sono lunghe dagli 8 ai 17 cm circa.

### Semi
I pinoli di questo pino sono lunghi circa 15–18 mm e hanno un'ala vestigiale; sono dispersi dalla nocciolaia comune.

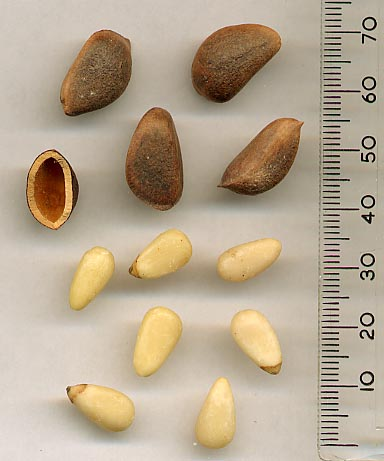

## Distribuzione e habitat
Il pino coreano è originario di buona parte dell'Asia nordorientale: Corea, Manciuria, Mongolia, Giappone e alcune zone della Russia sudorientale (Territorio del Litorale). Si trova principalmente su pendii di montagna e nelle valli fluviali. Nella parte settentrionale del suo areale è presente a moderate altitudini, che vanno dai 600 ai 900 m, mentre in quella meridionale, dove il clima è più mite, cresce in alta montagna, dai 2000 ai 2600 m.

## Usi
I semi di questa conifera, da cui si ricava un olio ricco di acidi grassi, sono i pinoli più sfruttati dal punto di vista commerciale, specialmente nel nordest della Cina. Essi sono inoltre l'ingrediente di base del jatjuk, un porridge di pinoli tipico della cucina coreana.
Il pino coreano, a causa della sua capacità di sopportare temperature rigide, è usato come albero ornamentale in luoghi pubblici come parchi e giardini in paesi come Canada e Stati Uniti settentrionali.

## Galleria d'immagini

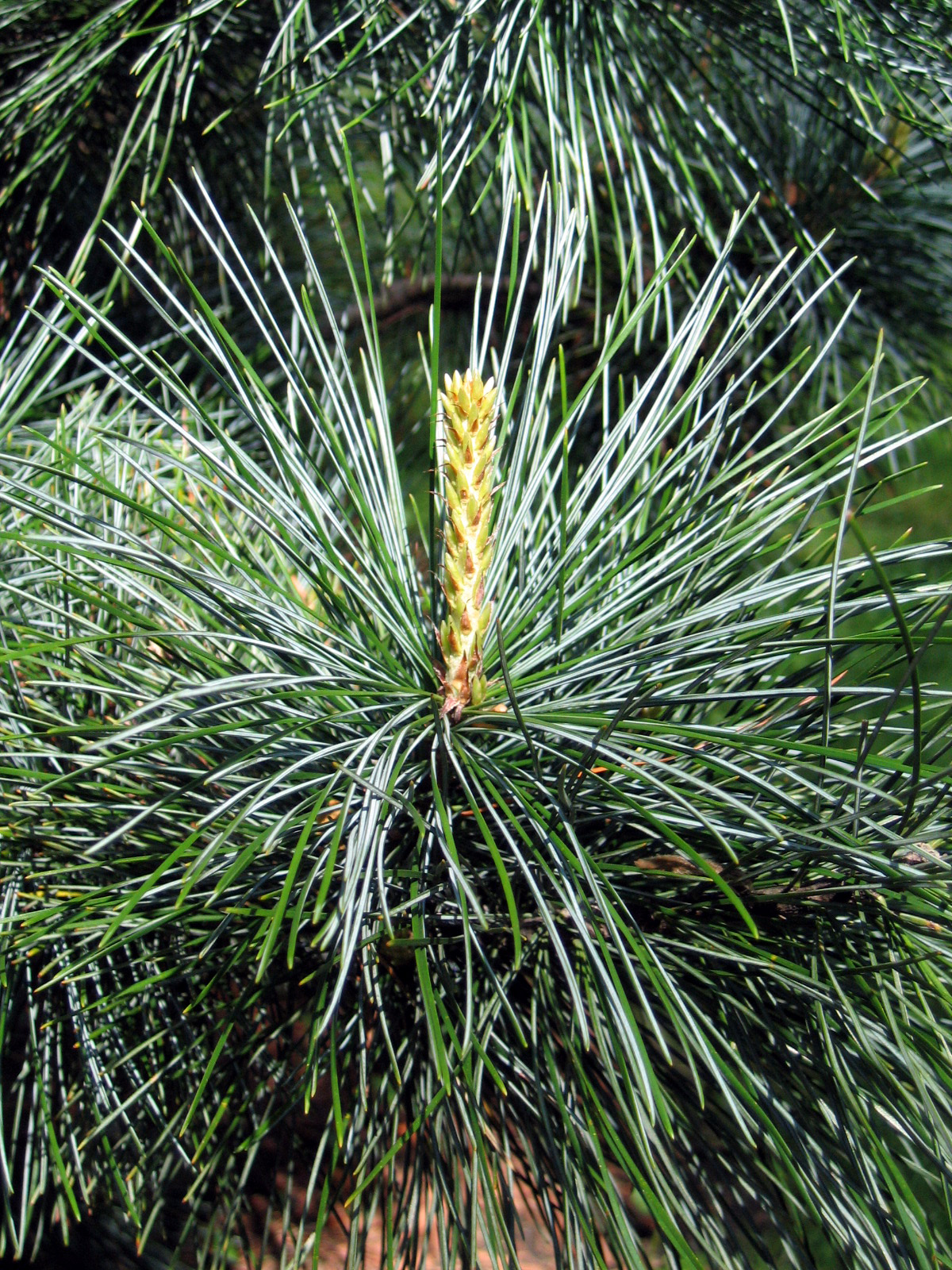
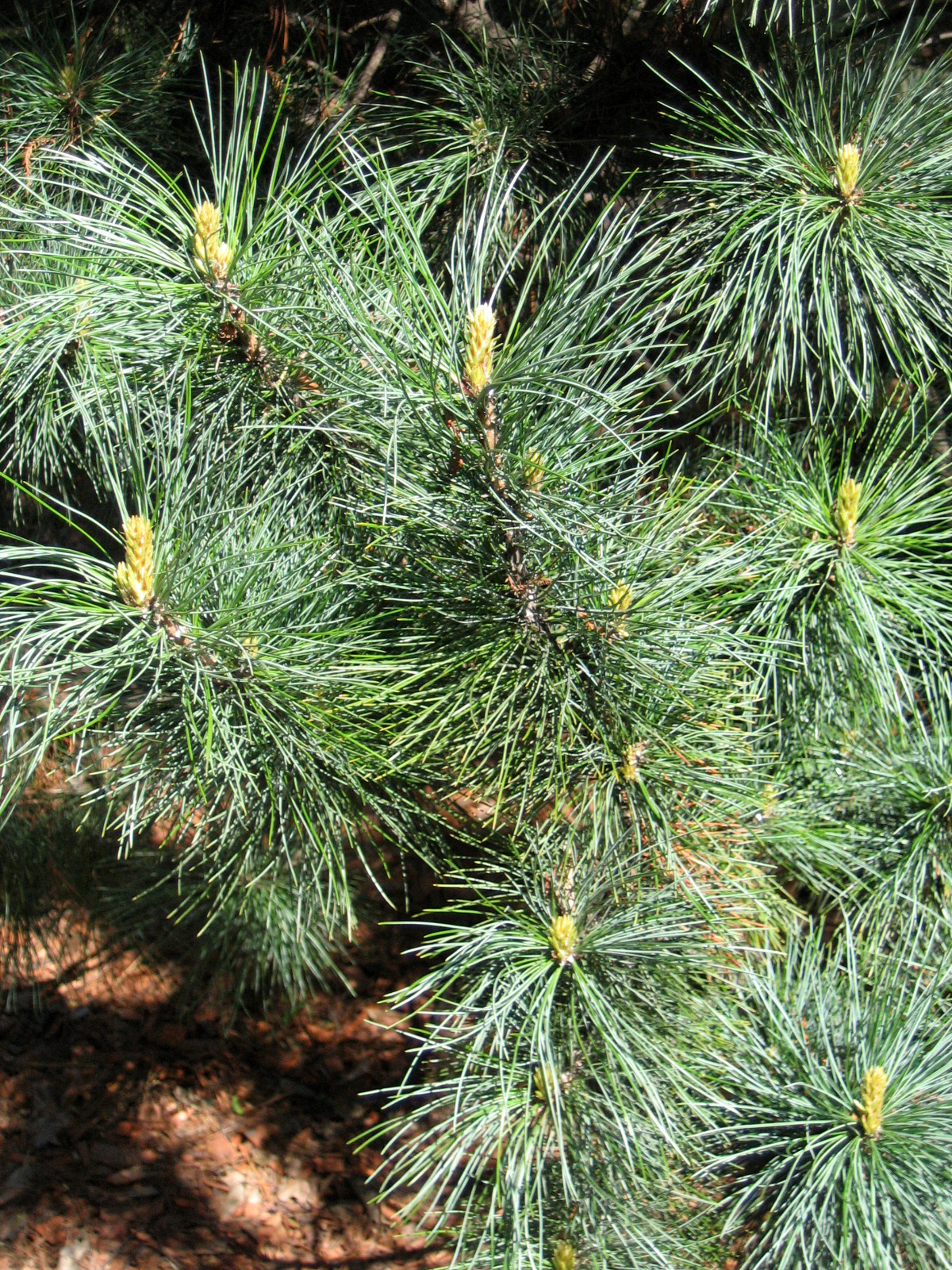
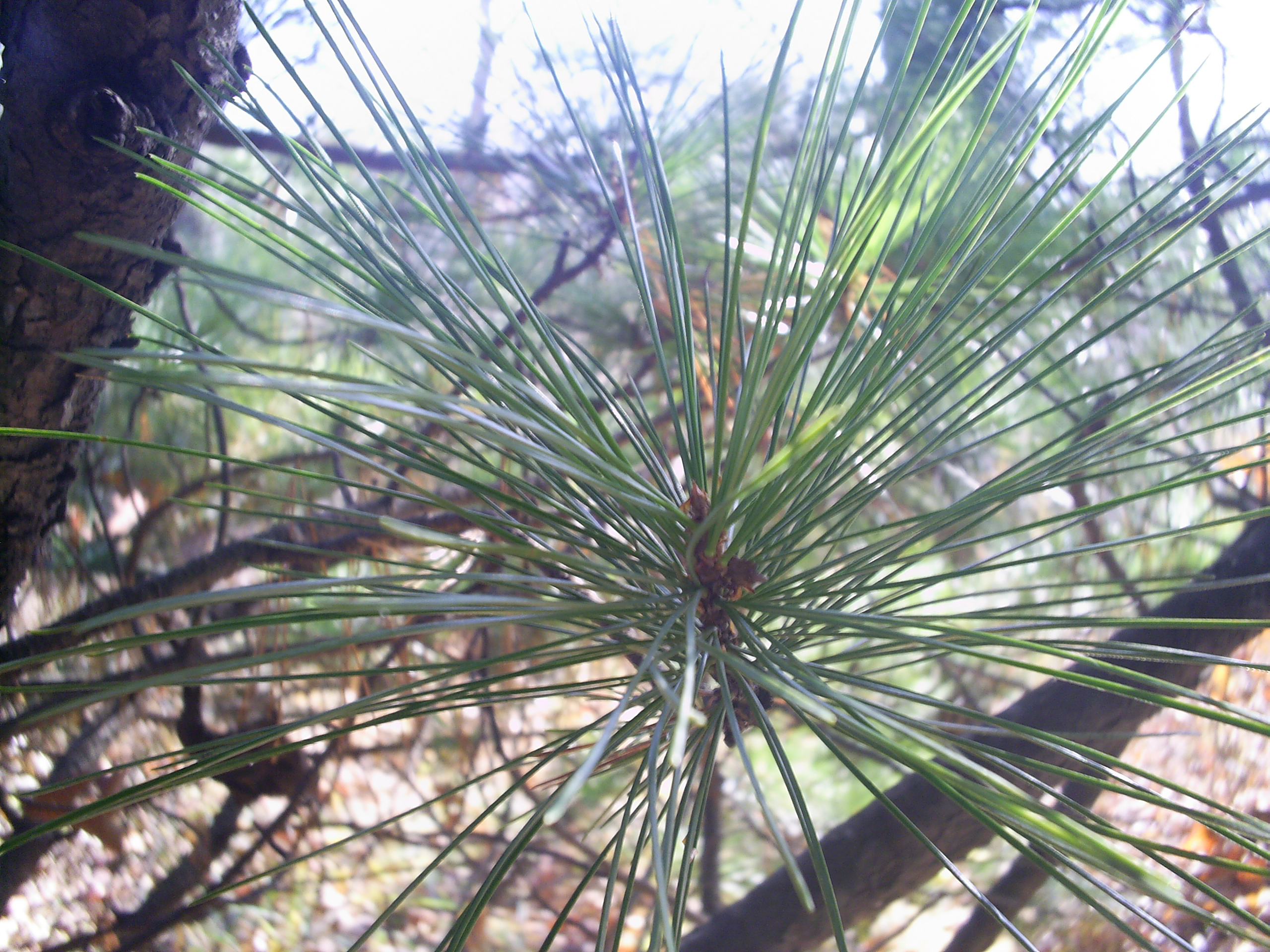